# 日本民間放送聯盟
（日语：／ nihon minkan hōsō renmei */?），簡稱民放聯（／ minpōren），為全日本各民營廣播業者（即所謂「民間放送」；包含廣播電台、電視台）為處理業界共通問題所設立的業界團體。

## 歷史
1951年7月20日，日本16家民營廣播業者代表在位於東京都的日本工業俱樂部開會，決議設立日本民間放送聯盟，東京電台（ラジオ東京，現TBS控股）社長足立正當選日本民間放送聯盟第一屆會長。1952年4月21日，日本民間放送聯盟經電波監理委員會許可成立，組織型態為社團法人，日文全名為「社團法人日本民間放送聯盟」（社団法人日本民間放送連盟），英文全名為「National Association of Commercial Broadcasters in Japan」（意為「日本商業廣播全國協會」），英文簡稱「NAB」。2004年4月1日，「社團法人民間放送電視信道中心」（社団法人民間放送テレビ回線センター）被併入日本民間放送聯盟。
2012年4月1日，日本民間放送聯盟組織型態改為一般社團法人並啟用新標誌，日文全名為「一般社團法人日本民間放送聯盟」（一般社団法人日本民間放送連盟），英文全名為「The Japan Commercial Broadcasters Association」，英文簡稱「JBA」。2012年5月1日，日本民間放送聯盟域名從「www.nab.or.jp」改為「www.j-ba.or.jp」。

## 歷任會長
會長職務基本由各商業電視網核心局的最高幹部擔任。
1. 足立正　1951年7月20日創立－1968年3月（TBS首任社長 → 會長）
2. 今道潤三　1968年4月－1974年3月（TBS第3任社長）
3. 横田武夫　1974年4月－1975年1月（日本教育電視台第五任社長）
4. 小林與三次　1975年1月－1978年3月（日本電視台代表取締役社長（4任） → 會長）
5. 浅野賢澄　1978年4月－1984年3月（富士電視台第3任社長）
6. 中川順　1984年4月－1990年3月（東京電視台代表取締役社長 → 會長）
7. 佐佐木芳雄　1990年4月－1992年3月（日本電視台代表取締役社長）
8. 桑田弘一郎　1992年4月－1994年3月（朝日電視台社長）
9. 磯崎洋三　1994年4月－1996年3月（TBS社長）
10. 氏家齊一郎　1996年4月－2003年3月（日本電視台代表取締役社長 → 會長 → 取締役会議長）
11. 日枝久　2003年4月－2006年3月（富士電視台代表取締役會長）
12. 廣瀨道貞　2006年4月－2012年3月（朝日電視台會長 → 相談役 → 顧問）
13. 井上弘　2012年4月－2018年6月（TBS電視台代表取締役會長）
14. 大久保好男（日语：大久保好男）　2018年6月－2022年6月（日本電視台代表取締役社長 → 會長）
15. 遠藤龍之介（日语：遠藤龍之介）　2022年6月－現任（富士電視台代表取締役副會長）

## 主辦獎項
- 日本民間放送聯盟獎

1. 概要：開始於1953年，針對民放聯成員電視台所播出的節目加以表彰獎勵。一年一屆，表彰儀式於每年秋季的「民間放送全國大會」上發表。最初的名稱為「民放祭節目獎」，電視台多稱之為「民放祭」。
2. 獲獎節目及授獎內容 （页面存档备份，存于）

- 日本放送文化大賞

1. 概要：開始於2005年，表彰對廣播文化做出貢獻的節目。

## 外部鏈結
- 日本民間放送聯盟 （页面存档备份，存于） （日語）